# 12 نوفمبر
- السبت
- الأحد
- الاثنين
- الثلاثاء
- الأربعاء
- الخميس
- الجمعة

- 110 جمادى الأولى 1447  هـ
- 211 جمادى الأولى 1447  هـ
- 312 جمادى الأولى 1447  هـ
- 413 جمادى الأولى 1447  هـ
- 514 جمادى الأولى 1447  هـ
- 615 جمادى الأولى 1447  هـ
- 716 جمادى الأولى 1447  هـ
- 817 جمادى الأولى 1447  هـ
- 918 جمادى الأولى 1447  هـ
- 1019 جمادى الأولى 1447  هـ
- 1120 جمادى الأولى 1447  هـ
- 1221 جمادى الأولى 1447  هـ
- 1322 جمادى الأولى 1447  هـ
- 1423 جمادى الأولى 1447  هـ
- 1524 جمادى الأولى 1447  هـ
- 1625 جمادى الأولى 1447  هـ
- 1726 جمادى الأولى 1447  هـ
- 1827 جمادى الأولى 1447  هـ
- 1928 جمادى الأولى 1447  هـ
- 2029 جمادى الأولى 1447  هـ
- 2130 جمادى الأولى 1447  هـ
- 221 جمادى الآخرة 1447  هـ
- 232 جمادى الآخرة 1447  هـ
- 243 جمادى الآخرة 1447  هـ
- 254 جمادى الآخرة 1447  هـ
- 265 جمادى الآخرة 1447  هـ
- 276 جمادى الآخرة 1447  هـ
- 287 جمادى الآخرة 1447  هـ
- 298 جمادى الآخرة 1447  هـ
- 309 جمادى الآخرة 1447  هـ
- 110 جمادى الآخرة 1447  هـ
- 211 جمادى الآخرة 1447  هـ
- 312 جمادى الآخرة 1447  هـ
- 413 جمادى الآخرة 1447  هـ
- 514 جمادى الآخرة 1447  هـ

12 نوفمبر أو 12 تشرين الثاني أو يوم 12 \ 11 (اليوم الثاني عشر من الشهر الحادي عشر) هو اليوم السادس عشر بعد الثلاثمائة (316) من السنة، أو السابع عشر بعد الثلاثمائة (317) في السنوات الكبيسة، وفقًا للتقويم الميلادي الغربي (الغريغوري). يبقى بعده 49 يومًا على انتهاء السنة.

## أحداث
- 1793 ـ إعدام جان سيلفان بايي، أول عمدة لباريس، بالمقصلة.
- 1847 - الطبيب البريطاني جيمس يانج سيمبسون يستخدم الكلوروفورم في التخدير لأول مرة في التاريخ.
- 1905 - النرويج تجري استفتاء حول إن كانت تريد أن تكون مملكة أو جمهورية، وكانت النتيجة بمصلحة أنصار الملكية.
- 1914 - الدولة العثمانية تعلن انضمامها رسميًا إلى دول المحور المكون من الإمبراطورية الألمانية والإمبراطورية النمساوية المجرية في الحرب العالمية الأولى.
- 1927 - طرد الزعيم الشيوعي ليون تروتسكي من الحزب الشيوعي السوفييتي بعد صراع على السلطة مع جوزيف ستالين.
- 1938 - هيرمان غورينغ يقترح خطة لجعل مدغشقر وطن قومي لليهود.
- 1948 - صدور حكم بالإعدام على رئيس الوزراء الياباني أثناء الحرب العالمية الثانية الجنرال هيديكي توجو.
- 1956
  - انضمام المغرب والسودان وتونس إلى الأمم المتحدة.
  - وقوع مذبحة خان يونس، التي نفذها الجيش الإسرائيلي بحق لاجئين فلسطينيين في مخيم خان يونس.
- 1976 - إنشاء بلدية أباتو في غويانا الفرنسية بفصل إقليمها عن بلدية غراند سانتي.
- 1982 - يوري أندروبوف يخلف ليونيد بريجنيف في رئاسة الحزب الشيوعي السوفييتي والاتحاد السوفيتي.
- 1990 - تنصيب الإمبراطور أكيهيتو رسميًا إمبراطورًا لليابان.
- 1996 - حادث تصادم طائرة الخطوط الجوية العربية السعودية رحلة 763 وطائرة الخطوط الكازاخستانية في سماء نيودلهي ما يسفر عن مقتل أكثر من 349 راكب ما يجعله أكثر حوادث الطيران دموية في التاريخ.
- 1998 - منتخب الكويت لكرة القدم يفوز بكأس الخليج لكرة القدم للمرة التاسعة بتاريخه في البطولة المقامة في البحرين.
- 2001 - طالبان تنسحب من العاصمة الأفغانية كابل وذلك قبل وصول قوات التحالف الشمالي الأفغاني إليها وذلك أثناء الحرب الأمريكية على أفغانستان.
- 2003 - مقتل 23 شخصًا في هجوم انتحاري على قاعدة للشرطة الإيطالية في مدينة الناصرية جنوب شرق العراق.
- 2006 - جمهورية أوسيتيا الجنوبية والمتمتعة بالحكم الذاتي ضمن جمهورية جورجيا تجري استفتاء شعبي للتصويت حول الاستقلال عن جورجيا، وكانت نتيجته الموافقة على الاستقلال.
- 2011 - رئيس الوزراء الإيطالي سيلفيو برلسكوني يستقيل من منصبة بعدما خسر قبل أيام الأغلبية البرلمانية التي كان يتمتع بها، وأعلن حينها إنه سيقدم استقالته عندما يقر البرلمان بمجلسيه الإجراءات التقشفية التي طالب بها الاتحاد الأوروبي بهدف إعادة ثقة السوق في الاقتصاد الإيطالي.
- 2014 - مسبار الهبوط فيلة التابع لمهمة روزيتا ينجح في الهبوط على سطح مذنب 67 بي/تشوريموف-غيراسيمينكو لأول مرة في التاريخ وذلك بعد 10 سنوات من إطلاقه في 2 مارس 2004.
- 2015 - تفجيرٌ انتحاريّ في محلَّة بُرج البراجنة في ضاحية بيروت الجنوبيَّة، يُوقع حوالي 41 قتيلًا.
- 2017 - زلزال قوي يضرب المناطق الحدودية بين إيران والعراق بقوة 7.3 على مقياس ريختر مركزه مدينة كرمنشاه الإيرانية وتأثيره يصل إلى الدول المجاورة.

## مواليد
- 1174 ـ راجح الحلي، شاعر عراقي.
- 1817 - بهاء الله، مؤسس الديانة البهائية.
- 1840 - أوغوست رودان، نحات فرنسي.
- 1842 - جون وليم ريليه، عالم فيزياء إنجليزي حاصل على جائزة نوبل في الفيزياء عام 1904.
- 1853 ـ
  - أوسكار بانيتسا، كاتب ألماني.
  - عبد اللطيف بن عبد الرحمن الملا، قيه حنفي وقاضي سعودي.
- 1866 - صن يات سين، سياسي صيني.
- 1867 - سلامة حسن الراضي، صوفي مصري.
- 1889 ـ كارل هينزل، كاتب ألماني.
- 1925 - نور الدمرداش، مخرج مصري.
- 1929 - الأميرة غريس كيلي، ممثلة أمريكية وزوجة رينيه الثالث أمير موناكو.
- 1931 - هند رستم، ممثلة مصرية.
- 1933 - جلال طالباني، سياسي كردي ورئيس الجمهورية العراقية.
- 1934 -
  - أحمد السعدون، سياسي كويتي.
  - تشارلز مانسن، مجرم أمريكي.
- 1939 -
  - محمود القلعاوي، ممثل مصري.
  - محمد عبد الولي، روائي ومثقف يساري يمني.
- 1940 - يورغين تودنهوفر، سياسي ألماني.
- 1948 - بانجو غينغا، مؤدي أصوات ياباني.
- 1951 - فايزة أبو النجا، دبلوماسية وسياسية مصرية.
- 1957 - سوسن بدر، ممثلة مصرية.
- 1959 - توشيهيكو ساهاشي، ملحن ياباني.
- 1961 - إنزو فرانسيسكولي، لاعب كرة قدم أوروغواني.
- 1964 - خالد صالح، ممثل مصري.
- 1967 - تاكويا تاكاغي، لاعب كرة قدم ياباني.
- 1973 - رادها ميتشيل، ممثلة أسترالية.
- 1977 - لي موراي ، مصارع بريطاني / مغربي في فنون القتال المختلطة .
- 1980 -
  - رايان غوسلينغ، ممثل كندي.
  - مايا دياب، مغنية ومقدمة برامج لبنانية.
- 1982 - آن هاثاواي، ممثلة أمريكية.
- 1983 - كارلتون كول، لاعب كرة قدم إنجليزي.
- 1989 - أسيل عمران، مغنية وممثلة سعودية.
- 1993 - نور الغندور، ممثلة مصرية.

## وفيات
- 1035 - كانوت العظيم، ملك الدنمارك والنرويج وإنجلترا.
- 1793 ـ جان سيلفان بايي، أول عمدة لباريس.
- 1859 - أبو الحسن الجندقي، شاعر وكاتب ومتصوف إيراني.
- 1865 - إليزابيث غاسكل، كاتبة إنجليزية.
- 1990 - إيف أردن، ممثلة أمريكية.
- 1996 - محمد طه، مغني مصري.
- 1996 - خالد الشبيلي طيار سعودي.
- 2005 - عبد الملك بن سعود بن عبد العزيز آل سعود، أمير سعودي.
- 2007 - يونس شلبي، ممثل مصري.
- 2010 - عبد الرحمن الجيلالي، فقيه ومفكر جزائري.
- 2015 - نائلة فاران، طبيبة سعودية متخصصة في الطب النووي.
- 2016 -
  - تركي الثاني بن عبد العزيز آل سعود، نائب وزير الدفاع والطيران السعودي سابقاً.
  - محمود عبد العزيز، ممثل مصري.
- 2018 - ستان لي، كاتب ومؤلف قصص مصورة أمريكي ومُبتكر أغلب شخصيَّات مارڤل كومكس.

## أعياد ومناسبات
- يوم الدستور في أذربيجان.
- عيد ميلاد صن يات سين في تايوان.
- يوم ميلاد البهاء في البهائية.

## وصلات خارجية
- وكالة الأنباء القطريَّة: حدث في مثل هذا اليوم.
- أرشيف مصر: حدث في مثل هذا اليوم.
- النيويورك تايمز: حدث في مثل هذا اليوم.
- BBC: حدث في مثل هذا اليوم.